# Muyelensaurus
Muyelensaurus ("ještěr od řeky Muyelen (Colorado)") byl rod titanosaurního sauropodního dinosaura z kladu Rinconsauria, žijícího v období svrchní křídy (asi před 94 až 86 miliony let) na území Argentiny (provincie Neuquén, Loma del Lindero).

## Objev
Fosilie tohoto zástupce skupiny Lognkosauria byly objeveny v Patagonii v sedimentech geologického souvrství Plottier a vědecky popsány roku 2007 argentinskými paleontology Jorgem Calvou a Bernardem G. Rigou a jejich brazilským kolegou Juanem Porfirim. Blízce příbuzné mu byly například jihoamerické rody Rinconsaurus, Punatitan a Bravasaurus.

## Rozměry
Typový druh M. pecheni byl příbuzný i obřím rodům loňkosaurů, jako byl například Puertasaurus nebo Futalognkosaurus. Přesto šlo o menší druh sauropoda, s délkou kolem 11 metrů a hmotností zhruba 3000 kg. Podle jiného odhadu dosahoval délky 14 metrů a hmotnosti kolem 10 000 kilogramů.